# Koto Jayo (Tanah Tumbuh)
Koto Jayo is een bestuurslaag in het regentschap Bungo van de provincie Jambi, Indonesië. Koto Jayo telt 1199 inwoners (volkstelling 2010).